# Myst III: Exile
Myst 3: Exile — компьютерная игра, третья часть серии графических квестов от первого лица Myst. В отличие от предыдущих игр серии, Myst и Riven, которые были разработаны Cyan и изданы Brøderbund, Exile была разработана Presto Studios и издана Ubisoft. Игра была выпущена на четырёх компакт-дисках для Macintosh и Windows PC 7 мая 2001 года. Версии для Xbox и PlayStation 2 вышли в 2002 году.
Как и в предыдущих играх серии, игроку предлагается играть роль Странника, друга Атруса, представителя расы D’ni, который может создавать миры, называемые Эпохами, путём написания описательных книг. В Exile Атрус написал эпоху для D’ni, чтобы они могли жить в ней и восстанавливать свою цивилизацию. Книга была украдена неизвестным и Странник отправился в преследование за вором, чтобы вернуть её Атрусу.
Создатели вселенной Myst поручили разработку третьей части Presto Studios, известной по серии игр The Journeyman Project. Presto предприняли попытку создать разнообразные и пазловые эпохи и попытались сделать трагичный и многогранный образ главного злодея. Разработчики наняли Джека Уолла для написания музыки, отличной от стиля Робина Миллера, написавшего саундтреки для предыдущих частей, но все ещё опознаваемой как музыка в стиле Myst. На разработку игры потребовалось несколько миллионов долларов и более двух лет для разработки.
Exile была хорошо встречена критиками. Британская газета The Daily Telegraph назвала игру лучшей из серии Myst. Некоторые критики утверждали, что Exile продолжает доказывать, что медленный геймплей Myst не подходит быстрому темпу современного рынка видеоигр. Редактор GameSpot Грэг Касавин заявил, что серия Myst потеряла свою значимость. Несмотря на миллион проданных копий в год выпуска, Exile продавалась намного хуже своих предшественников Myst и Riven, которые были проданы в количестве более чем 10 миллионов копий. Вскоре после выхода игры Presto Studios прекратила разрабатывать видеоигры и Myst IV: Revelation, четвёртая часть игры, была разработана и издана Ubisoft единолично.

## Игровой процесс
Игровой процесс Myst III: Exile схож с игровым процессом предыдущих частей. Игрок исследует отрисованные заранее окружения, называемые эпохами, используя кнопки мыши или клавишу пробела для перемещения по ключевым точкам каждой эпохи. В отличие от предыдущих игр серии, которые представляли собой серию неподвижных картинок, в Exile была использована система «свободного просмотра», дающая игроку возможность 360-градусного обзора. Как и в Myst и Riven, в игре присутствует опциональный режим «Zip mode», позволяющий быстро перемещаться по миру, пропуская несколько ключевых точек. Нажатие на кнопки мыши позволяет игроку управлять объектами и поднимать предметы. Изображение курсора меняется согласно контексту, показывая возможные действия.
Каждая из четырёх эпох игры обладает отличительным внешним видом и тематикой. Игрок начинает своё путешествие в эпохе J’nanin, которая является связующим звеном между тремя другими эпохами и содержит подсказки к решению головоломок. Три другие эпохи — это Voltaic, пустынный остров, испещрённый каньонами и заполненный созданными человеком конструкциями; Amateria — механический мир, посреди бесконечного моря; и Edanna — мир дикой природы, изобилующий растениями и животными.
Собирая подсказки и взаимодействуя с окружающей средой, игрок решает тематически связанные головоломки. К примеру, книгу, ведущую в Voltaic, можно получить, выстраивая в линию лучи света вокруг каньона. Мир содержит похожие, связанные со светом и электричеством, головоломки. Головоломки в Edanna требуют манипуляций с экосистемой Эпохи. Для решения большинства головоломок необходимо внимательно следить за взаимодействием элементов окружающей среды, а затем регулировать звенья между ними. Игрок может находить и просматривать написанные персонажами игры дневники или отдельные страницы, и через них раскрывать для себя предысторию игровых событий или находить разгадки головоломок. «Режим курсора» позволяет игроку выбирать предметы из персонального инвентаря внизу экрана.

## Сюжет
События игры разворачиваются спустя десять лет после крушения мира Riven. Странник (Stranger), в роли которого снова выступает игрок, прибывает в новый дом А́труса (Atrus) и Катери́ны (Catherine), расположенный в завораживающем местечке под названием Тома́на (Tomahna). Это небольшой оазис, окружённый пустыней, находящийся, как выясняется позже в игре Uru: Ages Beyond Myst, непосредственно на Земле, а не в выдуманном Атрусом мире. К моменту прибытия Странника у Атруса подрастает маленькая дочь Йе́ша (Yeesha).
Как выясняется, Атрус пригласил своего друга для того, чтобы показать ему новый мир, написанный специально для уцелевших представителей цивилизации D’ni. Мир, в котором D’ni могли продолжить спокойную и безмятежную жизнь. Мир, получивший название Релиша́н (Releeshahn); одноимённое название получает и книга-портал, ведущая в этот мир. В тот момент, когда Атрус направляется к стойке с книгой, из воздуха неожиданно появляется странно одетый человек, хватает «Релишан» и скрывается с ним в мире J’nanin.
Этого загадочного человека зовут Сааве́дро (Saavedro). Двадцать лет тому назад сыновья Атруса, Си́ррус (Sirrus) и Акена́р (Achenar), уничтожили родной мир Сааведро Narayan, а затем заперли его в J’nanin, как в тюрьму. Спустя долгие годы ожиданий, будучи уверенным в том, что Narayan полностью разрушен и все люди, жившие в нём, мертвы, Сааведро решает мстить. Мстить отцу за его сыновей. С этой целью он похищает столь дорогую сердцу Атруса книгу и скрывается в веренице загадочных миров. При этом бедный, отчаявшийся человек и не подозревает о том, что Атрус давно наказал своих сыновей за все их поступки…
Страннику предстоит пуститься в погоню за беглецом. Путь Сааведро простирается сквозь радугу миров, своеобразных и прекрасных, наполненных пением птиц, плеском волн и скрежетом невиданных механизмов, а также потерянными страницами из его дневника.
В игре предусмотрено пять альтернативных концовок.

### Эпохи
Миры в игре называются «Эпохами» (Ages). Структура системы эпох напоминает оригинальный Myst: здесь также присутствует «узловой» мир, или хаб (hub), решая головоломки в котором, игрок получает доступ к остальным книгам-порталам, ведущим в параллельные миры. Всего в игре представлено пять миров и одна «невыдуманная» область:
- Tomahna — место посреди пустыни в Нью-Мексико, где находится дом семьи Атруса. Начало игры.
- J’nanin — небольшой скалистый остров посреди океана с небольшой лагуной посередине. «Узловой мир», обеспечивающий доступ к другим мирам.
- Amateria — мир, который Атрус создал для обучения своих сыновей динамике.
- Voltaic — мир, созданный Атрусом для обучения своих сыновей обращению с энергией.
- Edanna — созданный Атрусом мир для ознакомления сыновей с живой природой.
- Narayan — мир, находящийся на грани полного разрушения, дом Сааведро. Доступ к нему игрок получает только после прохождения трёх обозначенных выше миров.

## Разработка
Cyan, Inc. и Mattel (в то время владельцы франчайза Myst и Riven) предложили разрабатывать продолжение нескольким разным компаниям. Согласно журналу Game Developer, заинтересованные компании разрабатывали планы, включавшие в себя концепции сюжета, анализ предыдущих двух частей, описания и демонстрации сюжета. Presto Studios выступили со всесторонним исследованием Myst и Riven, исходя из которого, поставили определённые цели для третьей части. Согласно заявлениям основателя Presto Грэга Алера, тремя главными целями стали: визуальное разнообразие Эпох, увлекательную концовку, и дать возможность игрокам видеть свой прогресс во время игры. Цель наблюдения за прогрессом была очень важна для Алера, который заявил: «Игроки, которые бросили играть в Myst и Riven, сделали это потому, что были не уверены в том, сколько ещё осталось играть и каковы их цели». В начальной стадии Presto подготовили три возможных вариантов сюжета для игры, но после встречи между Cyan, Presto, и Mattel был утверждён совершенно другой сценарий, который продолжал некоторые незаконченные сюжетные линии из Myst. Presto потратили миллионы долларов, разрабатывая игру, задействовав всех сотрудников студии. Разработка заняла два с половиной года, девять месяцев из которых были потрачены на проектирование игры и подготовку.
Заранее отрисованное окружение, такое, как в предыдущих играх серии, представляло собой то, что продюсер Дэн Айриш описал как «способность фотореалистично представить мир убедительным способом. 360-градусный обзор также позволяет вам почувствовать, что все это реально». Особое внимание было уделено зрительным образам и механизмам, которые критики описывали как «смешение Жюля Верна, Рубе Голдберга и Класа Олденбурга».
Как и в Myst и Riven, разработчики использовали видеосъёмки с настоящими актёрами, вместо созданных на компьютере персонажей и предметов. Айриш по этому поводу говорил, что компьютерная графика напоминала бы игрокам, что они играют в игру, «это бы нарушило полное погружение, которое так критично для игр серии Myst». Актёры снимались на фоне синего экрана, а потом помещались в цифровое окружение с помощью технологии хромакей. Перед началом каждой съёмки все площадки были заполнены реквизитом, который актёры могли использовать, костюмы были специально сшиты для персонажей, для каждой сцены создавалась раскадровка. Рэнд Миллер вновь исполнил роль Атруса, Брэд Дуриф, профессиональный актёр, согласился играть Сааведро, потому что он большой поклонник Myst. После съёмок Дуриф сказал, что сниматься для игры намного сложнее, чем работать на съёмочной площадке кинофильма, так как он не мог видеть игрока или взаимодействовать с игровым окружением. Другими актёрами были Мария Галанте в роли жены Атруса и дочь Грэга Алера, Одри, в камео-роли дочери Атруса Йеши. Подготовка к съёмкам заняла четыре месяца, а сами съёмки были произведены в течение семи дней. Алер признал, что видео — один из аспектов Myst, который Presto сделали плохо. В связи с тем, что камеры высокого разрешения не были задействованы, получившееся в итоге видео вышло не таким четким, каким разработчики хотели бы его видеть.

## Саундтрек

Обложка Deluxe Edition саундтрека к игре.

Музыку для игры написал композитор Джек Уолл, сменив Робина Миллера, писавшего музыку для предыдущих двух частей. Согласно заявлениям Айриша, написание музыки было одним из самых сложных аспектов разработки Exile: «Мы решили выйти за пределы сюрреалистичного стиля музыки, которую создал Робин. Она должна была ассоциироваться с Myst, но при этом быть характерной и уникальной.» Уолл увидел в возрастающей сложности компьютерных игр, возможность дать игрокам больше мощи с саундтреком, характерным для кинофильмов. Уолл также прислушался к мнению Айриша, который хотел получить сильно отличающийся от предыдущих частей саундтрек, но при этом узнаваемый как саундтрек в стиле Myst.
В ходе подготовки к написанию музыки Уолл изучал саундтреки Миллера и пришёл к выводу, что их подход к музыкальной теории заметно различается. Миллер, согласно Уоллу, считал, что музыка должна легко играть в ходе игрового процесса. Уолл же решил, что мелодия должна соответствовать чему-нибудь тематическому в игре, но при этом сохранять интерактивность, для достижения этой цели он сочинил «музыку успеха» для выполнений головоломок и произвёл запись с помощью настоящего оркестра.
| №                   | Название                   | Длительность |
| ------------------- | -------------------------- | ------------ |
| 1.                  | «Main Theme»               | 4:22         |
| 2.                  | «Opening Titles»           | 1:54         |
| 3.                  | «Atrus' Study»             | 2:46         |
| 4.                  | «Saavedro Enters»          | 0:45         |
| 5.                  | «Saavedro's Theme»         | 2:14         |
| 6.                  | «A Heartbeat Away»         | 1:47         |
| 7.                  | «Saavedro's Lair»          | 1:20         |
| 8.                  | «Theme from Amateria»      | 2:15         |
| 9.                  | «The Spider Spinner»       | 1:11         |
| 10.                 | «Libra's Lever»            | 1:13         |
| 11.                 | «The Wheels of Wonder»     | 1:29         |
| 12.                 | «Theme from Edanna»        | 3:24         |
| 13.                 | «Deadwood Ridge»           | 2:14         |
| 14.                 | «Swing Vines»              | 2:54         |
| 15.                 | «The Forest and the Swamp» | 2:00         |
| 16.                 | «Theme from Voltaic»       | 3:10         |
| 17.                 | «The Airship Chasm»        | 3:14         |
| 18.                 | «Energy Island»            | 1:40         |
| 19.                 | «The Confrontation»        | 2:52         |
| 20.                 | «He Sees Hope»             | 2:07         |
| 21.                 | «Let Me Go!»               | 2:14         |
| 22.                 | «You've Been Followed»     | 0:29         |
| 23.                 | «Into Oblivion»            | 0:40         |
| 24.                 | «All Is Lost»              | 0:48         |
| 25.                 | «Trapped»                  | 0:45         |
| 26.                 | «The Tide Has Turned»      | 1:30         |
| 27.                 | «The Dilemma»              | 2:02         |
| 28.                 | «All Is Well, My Friend»   | 1:06         |
| 29.                 | «Going Home»               | 1:10         |
| 30.                 | «Exile (Bonus Track)»      | 3:27         |
| Общая длительность: | Общая длительность:        | 59:02        |

## Реакция критиков
| Сводный рейтинг       | Сводный рейтинг   | Сводный рейтинг | Сводный рейтинг |
| Издание               | Оценка            | Оценка          | Оценка          |
| Издание               | PC                | PS2             | Xbox            |
| --------------------- | ----------------- | --------------- | --------------- |
| GameRankings          | 77,07 %           | 62,19 %         | 62,30 %         |
| Metacritic            | 83 % (22 reviews) |                 |                 |
| Иноязычные издания    |                   |                 |                 |
| Издание               | Оценка            | Оценка          | Оценка          |
| Издание               | PC                | PS2             | Xbox            |
| GameRevolution        | B-                |                 |                 |
| GameSpot              | 87/100            |                 |                 |
| IGN                   | 80/100            |                 |                 |
| Русскоязычные издания |                   |                 |                 |
| Издание               | Оценка            | Оценка          | Оценка          |
| Издание               | PC                | PS2             | Xbox            |
| Absolute Games        | 85 %              |                 |                 |

Exile получил, в основном, положительные отзывы критиков. На оценочном ресурсе, основанном на многих рецензиях, GameRankings PC версия игры получила 77,07 %, а на Metacritic — 83 % Игра стала бестселлером в Северной Америке в течение недели после выпуска, и за две первых недели было продано 75,000 копий. В течение двенадцати месяцев был продан один миллион копий Exile.
Особенно часто отмечались графика и звук Exile, которые усиливали эффект погружения в игру. Отмечалось, что головоломки стали менее сложными и более самодостаточными, благодаря чему больше не нужно было экспериментировать с выключателями, а затем бежать через несколько экранов, чтобы увидеть эффект, как в Riven. Питер Коэн из Macworld похвалил Presto за раскрытие сюжета в ходе игры, а не ограничиваясь объяснениями в начальном и заключительном роликах. Система поощрения и наград так же была хорошо отмечена критиками. IGN подытожили свою рецензию, заявляя, что Presto сделали «очень хорошую работу с замечательным продолжением серии». The Daily Telegraph высказал ещё более сильный комплимент, заявив, что Presto создали лучшую игру в серии Myst.
Негативные отзывы касались четырёх-дискового формата игры, из-за которого игроку приходилось все время менять диски при переходе в другую Эпоху. Скотт Озборн из Gamespot в своей рецензии отметил, что в игре трудно определить, в какую сторону игроку разрешено двигаться, а какие участки окружающего мира посетить невозможно. Los Angeles Times заявили, что ошибки, включающие отсутствие звука, несовместимость с некоторыми видеокартами и отказ системы, присутствовали на не менее чем десяти процентах первого тиража дисков. Рецензенты, которым не нравился Myst или Riven, заявили, что в игре нет ничего существенно нового, чтобы вызвать интерес. В рецензии The New York Times было сказано «В Exile есть все, что вы любили или ненавидели в Myst и Riven.»
Российские СМИ также хорошо встретили игру. Журнал «Игромания» назвал Myst III лучшим квестом 2001 года и отметил, что «Presto Studios отлично справились с поставленной задачей и сохранили все заслуженные Myst титулы самого загадочного, самого красивого и самого сложного в мире квеста». Игровой портал AG.ru дал игре 85 %.
Несмотря на хорошие продажи, Exile была признана коммерческим разочарованием, по сравнению с феноменальными продажами первых двух игр, которые были проданы в количестве более чем 10 миллионов копий, на момент выхода Exile. Редактор GameSpot Грэг Касавин сказал в журнале Time, что «Myst больше не является таким же значимым для игроков, как раньше» и «представляет собой антикварный вид компьютерных игр», в сравнение с 3D-экшенами, выходившими в то время. Вскоре после выхода Exile Presto анонсировали, что перестают заниматься разработкой компьютерных игр. Игра Whacked! для Xbox стала последним проектом компании. Работник Presto Майкл Саладино прокомментировал это тем, что независимый стиль компании и невозможность разрабатывать более одного проекта одновременно стали причинами для прекращения деятельности. Следующая часть Myst, названная Revelation, была разработана и издана Ubisoft.

## Технические детали
- Myst 3: Exile — первая игра в серии, в которой для записи видеофайлов использовался формат Bink Video.
- Музыка к игре записана в формате MP3, тогда как звуки — в WAV (при этом расширение файлов скрыто).
- Для извлечения из mp3-архивов игры видеофайлов необходима программа FMV-Extractor (freeware) от компании Necrotech.
- В игре существуют две концовки и четыре способа умереть.